# The White Noise (banda)

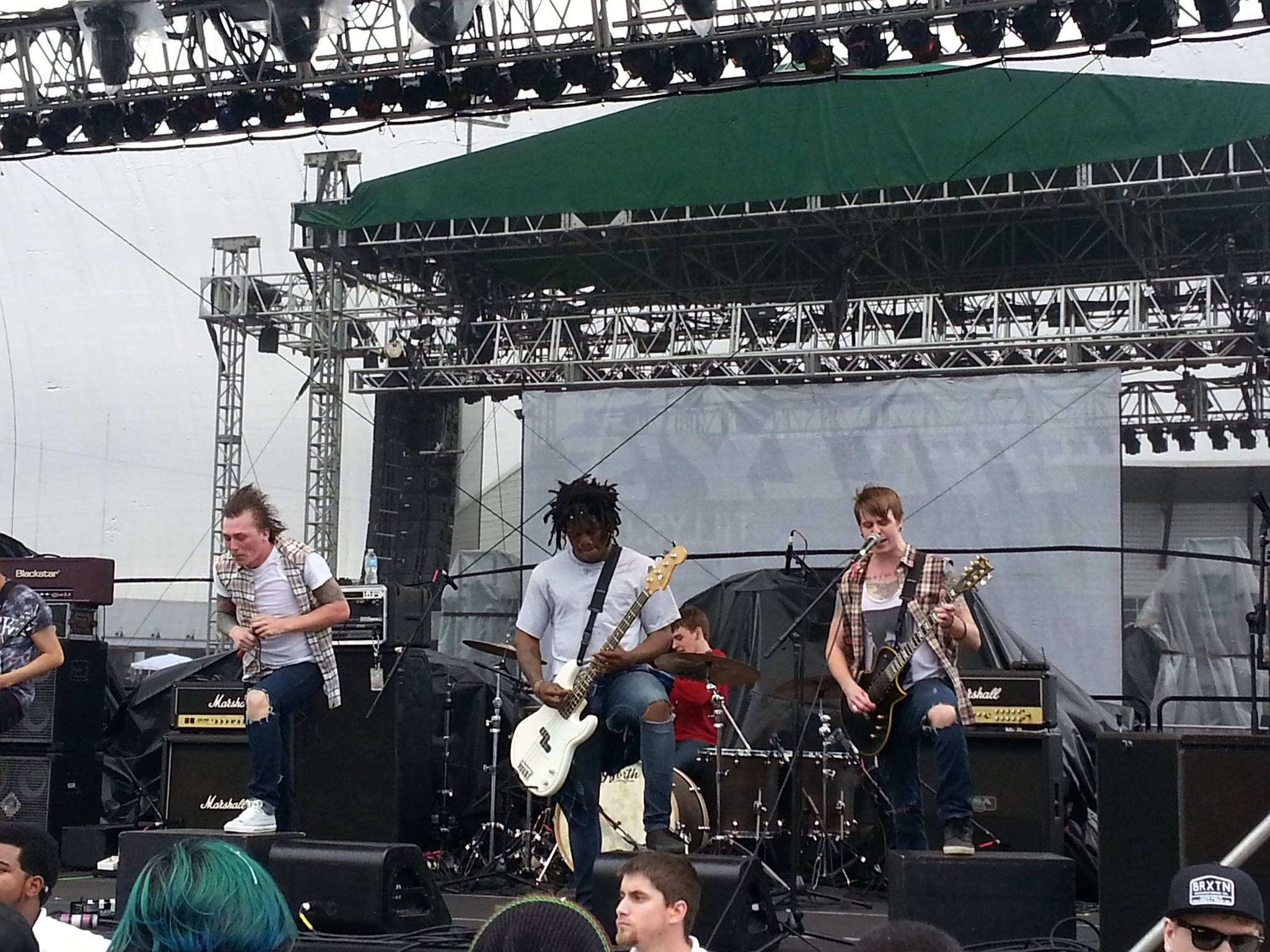
The White Noise

The White Noise  es una banda de Rock estadounidense  de Los Ángeles, la banda fue formada en 2009 (bajo el nombre Set The Sun). Los miembros actuales de la banda son, Shawn Walker (Vocalista), David Southern  (Guitarra, Vocalista), Josh Strock (Guitarra), Bailey Crego (Bajo) y Tommy west (Batería)

## Formación y Set The Sun (2009-2012)
The White Noise fue originalmente formado en 2009 bajo el nombre Set the Sun por David Southern, Arturo Pina, Dakota Price, Alex Summers y Nate Anderson en Dallas, Texas. Después de lanzar su EP homónimo debut , Set The Sun ganó fanes en línea y empezó trabajar estrechamente con The Aquarius Agency. La banda empezó a hacer girar de inmediato, y el 15 de febrero de 2012, lanzó su primer vídeo musical para “Armagetiton”, junto con una canción acústica "Mishaps" cuatro días más tarde.

## Desolate Y Reformacion (2012-2014)
Estuvieron en el Warped Tour de 2012 y en más giras, la banda empezó a experimentar problemas personales mientras escribía/grababa su EP titulado Desolate, causando que Nate Anderson, Arturo Pina, y Dakota Price dejaran la banda en 2012 con Summers continuando a principios de 2013.
Luego en 2014 se establece en Los Ángeles formando una banda nueva bajo el nombre The White Noise que consta de él, Shawn Walker, Josh "KJ" Strock, Kendrick Nicholson y Landon Jett. Aun así, Nicholson y Jett dejaron la banda en 2014, continuando con el reclutamiento de Bailey Crego y Tommy Oeste.

## The White Noise y Aren't You Glad? (2014-presente)
El 13 de agosto de 2015 la banda lanzó su primer sencillo a través de Fearless Records, un sonido que mezcla al Hardcore melódico y al Post-hardcore titulado Bloom. El sencillo fue generalmente alabado por los críticos mientras que todavía eran desconocidos alcanzaron las 146,000 visitas.
El 21 de octubre de 2015 el sencillo extraído de Aren't You Glad? titulado Red Eye Lids fue lanzado. El sencillo mostró una mezcla de Hardcore Punk y post-Hardcore.
El primer EP de la banda fue oficialmente lanzado el 26 de 2016 titulado Aren't You Glad, el lanzamiento coincidió con el del vídeo de música para Picture Day, el cual produjo un cambio del estilo habitual de The White Noise por ser más melódico y más cercano de Pop Punk que cualquiera de sus canciones anteriores.
En abril de 2016, The White noise visitó todas partes de América del Norte, apoyando a Enter Shikari y Hands Like Houses.

## Discografía
Set The Sun
- Set The Sun (2012)[2]
- Desolate (2014)[2]

The White Noise
- Aren't You Glad? (2016)
- AM/PM (2017)

## Miembros
Miembros actuales
- Shawn Walker - Vocalista líder[1] (2012-Presente)
- David Southern - guitarra rítmica, Vocals[1] (2009-Presente)
- Josh "KJ" Strock - guitarra líder[1] (2012-Presente)
- Bailey Crego - Bajo[1] (2014-Presente)
- Tommy West - Batería[1] (2014-Presente)

Miembros anteriores
- Dakota Price - Bajo, Vocalista[5] (2009-2012)
- Arturo Pina - Guitarra líder[5] (2009-2012)
- Alex Summers - Batería[5] (2009-2012)
- Nate Anderson - Vocalista[5] (2009-2012)
- Landon Jett - batería[2] (2012-2014)
- Kendrick Nicholson - Bajo[2] (2012-2014)

Timeline

## Estilo musical
Fearless Records declaró (con anterioridad a la liberación de Aren't You Glad?) "(The White Noise tiene)  versos agresivos, coros melódicos, y Walker posee una voz ácida para dar a la banda un borde crudo y explosivo".